# Jean-Louis Borloo
Jean-Louis Borloo (n. 7 aprilie 1951, Paris, Île-de-France, Franța) este un politician francez. A fost ministru al afacerilor sociale între 2004 și 2007, ministru al economiei și finanțelor în 2007 și ministru al mediului între 2007 și 2010.
Boorlo a obținut o diplomă în drept și filozofie la Universitatea Paris 1 Panthéon-Sorbonne în 1972, în 1974 o diplomă suplimentară în istorie și economie la Universitatea Paris Nanterre și în 1976 un MBA la HEC Paris.